# Kal·listrat Jàkov
Kal·listrat Falaléievitx Jàkov (rus: Каллистрат Фалалеевич Жаков- komi Жаков Пальӧ Кальӧ -1866-1926) fou un escriptor i líder nacional komi, un dels pares del nacionalisme komi modern amb Gueorgui Litkin i Ivan Alekséievitx Kuràtov. Era fill d'un artesà, i fou expulsat de l'escola per exposar punts de vista ateus. Influït per Lev Tolstoi, desenvolupà una nova filosofia anomenada limitisme, segons la qual Déu o la Força Primària és la mateixa per a tothom, tot i que la coneixen sota diferents noms i formes.
Compongué el poema èpic Biarmija (1916), on defensa al dirigent dels pagans komis. Pam, contra el bisbe Esteve de Perm.